# Park Narodowy Río Puré
Park Narodowy Río Puré (hiszp. Parque nacional natural Río Puré) – park narodowy w południowej części Kolumbii położony w departamencie Amazonas. Został utworzony 8 maja 2002 roku i zajmuje obszar 9706,43 km². Od wschodu graniczy z Brazylią. Jego północną granicę stanowi Park Narodowy Cahuinarí i rzeka Caquetá. Na południe od niego znajduje się Park Narodowy Amacayacu, a na północ Park Narodowy Yaigojé Apaporis.

## Opis
Park obejmuje jeden z najbardziej niedostępnych fragmentów Niziny Amazonki na wysokościach od 0 do 340 m n.p.m. Znajduje się w dorzeczu rzeki Puré (dopływ rzeki Caquetá), która przepływa przez park. Całą powierzchnię parku pokrywa puszcza amazońska. Flora i fauna nie została dokładnie zbadana. Na razie naukowcy poznali tylko niewielką część powierzchni parku. Średnia roczna temperatura wynosi od +24 do +26 °C.

## Ochrona rdzennej ludności
Głównym powodem powołania parku była nie ochrona flory i fauny ale ochrona żyjącego tu, i nie utrzymującego kontaktów z cywilizacją, ludu Yuri i prawdopodobnie ludu Passé oraz ludu Jumana. Dekret rządu Kolumbii zagwarantował ludom w dobrowolnej izolacji prawo do posiadania terytorium swoich przodków i ochronę przed niepożądanymi kontaktami (niebezpieczeństwo przenoszenia chorób, itp.). Zagrożeniem są m.in. nielegalni drwale, handlarze narkotyków, a nawet misjonarze. Dlatego wstęp na teren parku jest zabroniony dla osób postronnych. 
Nieznana jest liczba mieszkańców parku. Ze zdjęć lotniczych wykonanych w 2012 roku przez fundację Amazon Conservation Team we współpracy ze służbami parku wynika, że może mieszkać tam nawet 2000 osób.

## Flora
Flora parku jest typowa dla puszczy amazońskiej. Szacuje się, że występuje tu 1583 gatunki roślin naczyniowych. 
Rośnie tu narażony na wyginięcie (VU) Mezilaurus itauba, a także m.in.: Mauritiella aculeata, Mauritia flexuosa, Astrocaryum uididima, Astrocaryum ferrugineum, Cecropia membranacea, Euterpe precatoria, Iriartea deltoidea, Socratea exorrhiza, ogorzałka wełnista, Ficus insipida, Simarouba amara, Scleronema micrantha, Brosimum rubescens, Clarisia racemosa, Swartzia arborescens, Osteophloeum platyspermum, Cariniana decandra.

## Fauna
Do tej pory na terenie parku odnotowano 275 gatunków ptaków, 24 gatunki ryb, 20 gatunków ssaków i 5 gatunków gadów.
Ssaki tu żyjące to zagrożone wyginięciem (EN) sotalia amazońska, inia amazońska i arirania amazońska, narażone na wyginięcie (VU) tapir amerykański, pekari białobrody, mrówkojad wielki, ocelot tygrysi, wełniak brunatny i manat rzeczny, a także m.in.: wydrak długoogonowy, mazama ruda, wilczek krótkouchy, jaguar amerykański, puma płowa, hirara amerykańska, pekariowiec obrożny, kapucynka białoczelna, sajmiri wiewiórcza, akuczi zielony.
Ptaki to zagrożony wyginięciem (EN) czubacz koralowy, a także m.in.: czubacz brzytwodzioby, czubacz rdzawy, kusacz falisty, kusacz duży, myszołów czarny, tukan czerwonodzioby, amazonka skromna, gołąbczak brązowy, ara ararauna.
Gady żyjące w parku to narażone na wyginięcie (VU) Podocnemis unifilis i żabuti leśny, a także m.in.: arrau i kajman czarny.
Ryby tu występujące to m.in.: arapaima i arowana srebrna.